# Михалёв, Андрей Борисович
Андрей Борисович Михалёв — советский футболист, защитник, воспитанник куйбышевского футбола.
Первой командой в 18 лет стала «Крылья Советов» (Куйбышев).
Следующей командой стал СКА, в котором служил два года. После службы в армии принял приглашение «Дружбы» (Йошкар-Ола), в которой провёл 7 сезонов, 190 матчей и 6 голов. В 1988 году было возвращение на один год в «Крылья Советов».
В 1995 перебрался в Казахстан. Выступал за «Горняк» (Хромтау), «Актобемунай» и «Ферро». Занимался тренерской работой в Казахстане.

## Достижения
командные
- Чемпионат РСФСР по футболу: бронзовый призёр (1984)
- Вторая лига СССР по футболу: победитель (1984)
- В составе сборной РСФСР победитель турнира «Переправа» (1985).
- Первая лига Казахстана по футболу: победитель (1997)
- Кубок Самарской области: победитель (1986)